# Narcissus obsoletus
Narcissus obsoletus és una espècie de planta perenne de la família de les amaril·lidàcies (amaryllidaceae) originària de la regió de la Mediterrània occidental.

## Descripció
Narcissus obsoletus és una herba d'uns 6 a 40 cm d'alçada, glabra. El bulb és subglobós amb túniques externes membranoses d'un color castany fosc que es prolonga en una beina. Les fulles són linears de marges llisos de secció semicircular i cobertes directament per les túniques que neixen del bulb. L'espata és de color castany clar, també membranosa i plurinèrvia. Presenta d'una a dues flors blanques (a vegades poden ser fins a cinc) amb pedicel recte i de secció circular i amb la corona verdosa que vira al carbassa així que madura, semblant a N. poeticus però en petit.

## Distribució i hàbitat
Prolifera de forma espontània des del nivell del mar fins als 200 metres sobre el nivell del mar, des l'Europa Meridional (sud i est de la península Ibèrica fins al sud de Grècia), al nord d'Àfrica (des del Marroc a Tunísia i la Cirenaica) i a l'oest d'Àsia (des del sud de Turquia fins a Israel i Xipre). I en el seu hàbitat, prolifera en clarianes de matollars, herbassars baixos, bosquines i prats, en sòls rocosos o no i a les vores de camins de clima mediterrani.

## Taxonomia
Narcissus obsoletus va ser descrita per (Haw.) Spach i publicat a Histoire Naturelle des Végétaux. Phanérogames 12: 452, a l'any 1846.
Etimologia
Narcissus nom genèric que fa referència del jove narcisista de la mitologia grega Νάρκισσος (Narkissos) fill del déu riu Cefís i de la nimfa Liríope; que es distingia per la seva bellesa.
El nom deriva de la paraula grega: ναρκὰο, narkào (= narcòtic) i es refereix a l'olor penetrant i embriagant de les flors d'algunes espècies (alguns sostenen que la paraula deriva de la paraula persa نرگس i que es pronuncia Nargis, que indica que aquesta planta és embriagadora).
obsoletus: epítet llatí que significa "rudimentari" "poc aparent".
Sinonímia
- Hermione aequilimba Herb.
- Hermione deficiens (Herb.) Kunth
- Hermione obsoleta Haw.
- Narcissus aequilimbus (Herb.) Nyman
- Narcissus autumnalis subsp. obsoletus (Haw.) K.Richt.
- Narcissus cupanianus Grech
- Narcissus deficiens Herb.
- Narcissus elegans var. obsoletus (Haw.) Burb.
- Narcissus miniatus Donn.-Morg., Koop. & Zonn.
- Narcissus spiralis Fisch. & C.A.Mey.[5]